# Kärim Mässimow

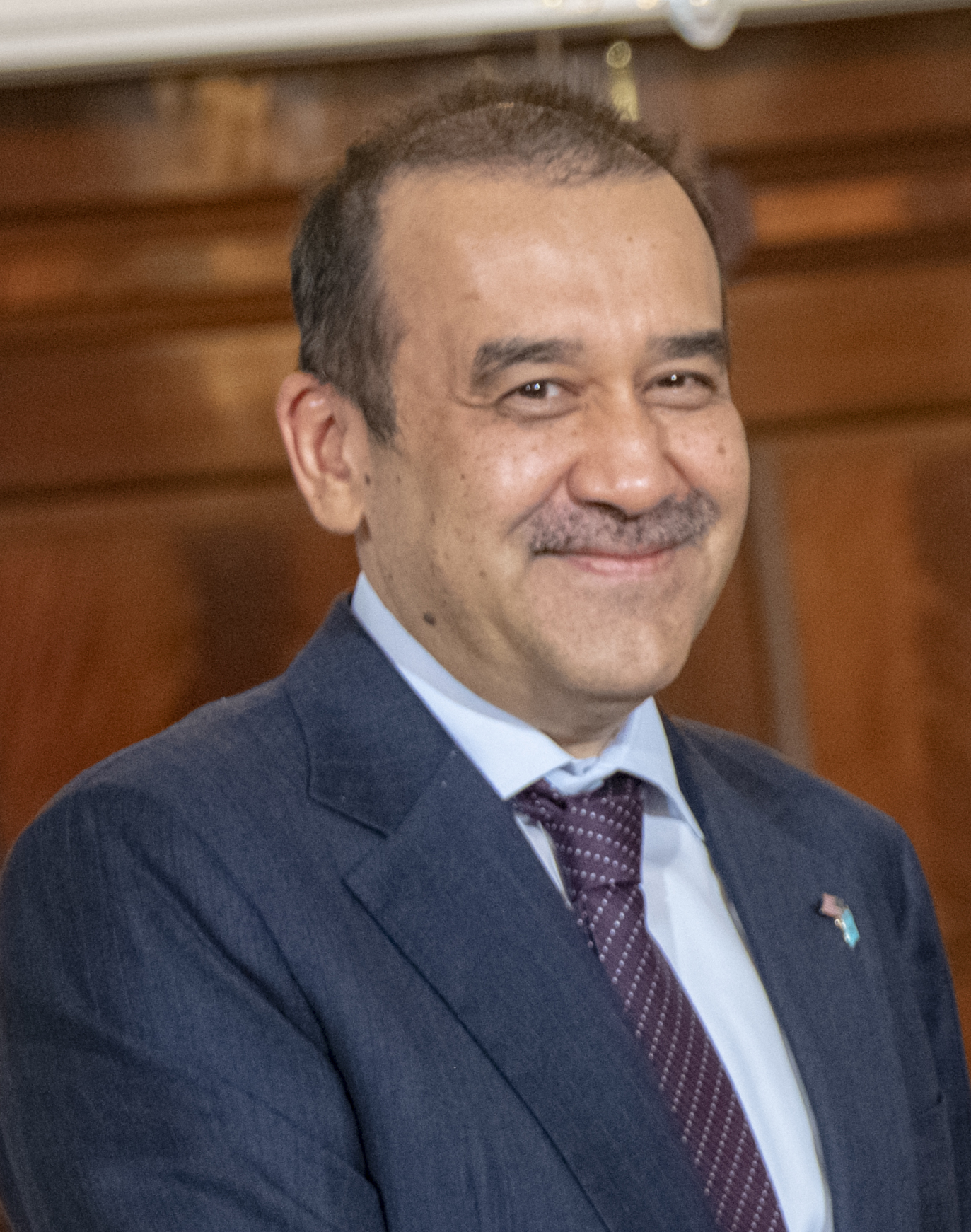
Kärim Mässimow (2019)

Kärim Qaschymqanuly Mässimow (kasachisch Кәрім Қажымқанұлы Мәсімов Kärım Qajymqanūly Mäsımov; uigurisch ﻛﻪﺭﯨﻢ ﻣﻪﺳﯩﻤﻮﯞ; russisch Карим Кажимканович Масимов Karim Kaschimkanowitsch Massimow, wiss. Transliteration Karim Kažimkanovič Masimov; * 15. Juni 1965 in Zelinograd, Kasachische SSR) ist ein kasachischer Politiker und ehemaliger Premierminister seines Landes. Von September 2016 bis Januar 2022 war er Vorsitzender des Nationalen Sicherheitskomitees.

## Biographie

### Ausbildung und frühe Jahre
Kärim Mässimov wurde im heutigen Astana am 15. Juni 1965 geboren. Er hat tadschikische und uigurische Wurzeln.
Kärim Mässimow hat Abschlüsse in Wirtschaft und Rechtswissenschaften. Er studierte in Moskau, an der Universität für Sprache und Kultur Peking, an der Wuhan-Universität und an der Kasachischen Staatsakademie für Wirtschaft.
Er begann seine Karriere als Wirtschaftsberater des Präsidenten Nursultan Nasarbajew und arbeitete u. a. als Fachmann für Wirtschaftsfragen in der kasachischen Vertretung in Ürümqi (China). Außerdem war er Vorsitzender der Kasachischen Außenwirtschaftsvertretung in Hongkong. Später war er Vorsitzender der Almaty Handels- und Finanzbank und der People's Savings Bank of Kazakhstan.

### Politische Laufbahn
Ab Januar 2006 war Mässimow Transport- und Kommunikationsminister sowie Vize-Premierminister, ab April 2006 Minister für Wirtschaft und Budgetplanung.
Nachdem Premierminister Danijal Achmetow am 9. Januar 2007 von seinem Amt zurücktrat, nominierte Präsident Nasarbajew Mässimow als Nachfolger. Das Parlament wählte ihn am 10. Januar 2007 zum Premierminister der Republik Kasachstan.
Am 24. September 2012 trat Mässimow auf eigenen Wunsch als Premierminister Kasachstans zurück. Sein Nachfolger wurde der frühere stellvertretende kasachische Premierminister Serik Achmetow. Kasachstans Präsident Nasarbajew hatte daraufhin angekündigt, Mässimow zum Leiter der Präsidialadministration zu machen.
Nachdem Achmetow ohne Angabe von Gründen Anfang April 2014 vom Amt des Premierministers zurückgetreten war, wurde Mässimow erneut von Nasarbajew auf diesem Posten eingesetzt. Seit dem 8. September 2016 war er Vorsitzender des Nationalen Sicherheitskomitees (KNB), des kasachischen Inlandsgeheimdienstes. Im Zuge der gewalttätigen Unruhen in Kasachstan Anfang Januar 2022 wurde zuerst berichtet, dass Mässimow am 5. Januar von Präsident Toqajew als Leiter des KNB entlassen wurde. Zwei Tage später wurde bekannt, dass er unter dem Vorwurf des Hochverrats festgenommen und in eine Haftanstalt verbracht wurde.

## Privates
Mässimow ist verheiratet und hat drei Kinder. Er ist sunnitischer Muslim und uigurischer Abstammung. Er spricht fließend Kasachisch, Russisch, Englisch, Chinesisch, Arabisch und Uigurisch.
Kärim Mässimow engagiert sich im Sport. Er ist Präsident des kasachischen Muay-Thai-Verbandes.